# 沃佳内 (扎波罗热区)
47°54′12″N 34°49′58″E / 47.90333°N 34.83278°E
沃佳內（烏克蘭語：Водяне）是位於烏克蘭東南部的村莊，由扎波羅熱州扎波羅熱区的希羅凱市鎮負責管轄。該村始建於1870年，面積0.75方公里，海拔高度113米，2001年人口46，人口密度每平方公里61.3人。